# Thomas Brovot
Thomas Brovot (* 1958 in Köln) ist ein deutscher literarischer Übersetzer.

## Leben
Thomas Brovot studierte Romanistik und Politikwissenschaft. Er ist als freier Übersetzer tätig und lebt in Berlin.
Brovot übersetzt literarische Texte aus dem Spanischen, Portugiesischen und Französischen.
Er wurde zweimal mit dem „Übersetzerpreis der Spanischen Botschaft in Deutschland“ ausgezeichnet: 1997 für seine Übersetzung des Werkes Die Marx-Saga von Juan Goytisolo und 2007 für die Übersetzung des Theaterstücks Die wunderbare Schustersfrau von Federico García Lorca. 2012 erhielt er den Helmut-M.-Braem-Preis für seine Neuübertragung des Romans Tante Julia und der Schreibkünstler von Mario Vargas Llosa, und 2018 wurde Brovot, unter besonderer Würdigung seiner Übersetzung des Romans Reise zum Vogel Simurgh von Juan Goytisolo, für sein Gesamtwerk mit dem Paul-Celan-Preis ausgezeichnet.
Brovot ist Mitglied im Verband deutschsprachiger Übersetzer literarischer und wissenschaftlicher Werke, VdÜ, in dessen Vorstand er 1997 bis 2004 tätig war.

## Herausgeber
- Der Morgen ist die letzte Flucht, Berlin 1995 (zusammen mit Peter B. Schumann)

## Übersetzungen
- Reinaldo Arenas: Bevor es Nacht wird, St. Gallen [u. a.] 1993
- Leopoldo Brizuela: Nacht über Lissabon, Berlin 2010
- Phyllis Burke: Ich bin ein Marilyn, St. Gallen [u. a.] 1991 (übersetzt zusammen mit Frank Heibert)
- Mario Delgado Aparaín: Die Ballade von Johnny Sosa, München 1996
- José Pablo Feinmann: Die unmögliche Leiche, München 1997
- José Pablo Feinmann: Die Verbrechen des van Gogh, München 2001
- Federico García Lorca: Doña Rosita oder Die Sprache der Blumen, Frankfurt am Main 2001
- Federico García Lorca: Die wunderbare Schustersfrau. Don Perlimplin gibt sich im Garten der Liebe zu Belisa hin, Frankfurt am Main 2005 (übersetzt zusammen mit Susanne Lange)
- Juan Goytisolo: Ein algerisches Tagebuch, Frankfurt am Main 1994
- Juan Goytisolo: Der blinde Reiter, Frankfurt am Main 2006
- Juan Goytisolo: Engel und Paria, Frankfurt am Main 1995
- Juan Goytisolo: Gläserne Grenzen, Frankfurt am Main 2004
- Juan Goytisolo: Kibla, Frankfurt am Main 2000
- Juan Goytisolo: Landschaften eines Krieges: Tschetschenien, Frankfurt am Main 1996
- Juan Goytisolo: Das Manuskript von Sarajevo, Frankfurt am Main 1999 (übersetzt zusammen mit Christian Hansen)
- Juan Goytisolo: Die Marx-Saga, Frankfurt am Main 1996
- Juan Goytisolo: Quarantäne, Frankfurt am Main 1993
- Juan Goytisolo: Reise zum Vogel Simurgh, Berlin 2012.
- Juan Goytisolo: Weder Krieg noch Frieden, Frankfurt am Main 1995
- Jim Grimsley: Wintervögel, St. Gallen 1992 (übersetzt zusammen mit Frank Heibert)
- Carla Guelfenbein: Die Frau unseres Lebens, Frankfurt, M. 2008.
- Antonio Hill: Der Sommer der toten Puppen, Berlin 2012.
- Benjamín Labatut: Das blinde Licht, Berlin 2020.
- Benjamin Labatut: Maniac, Berlin 2023.
- Fabio Morábito: Das geordnete Leben, Berlin 2003 (übersetzt zusammen mit Susanne Lange). Deutscher Akademischer Austauschdienst, Berliner Künstlerprogramm ISBN 3-89357-105-1
- Fabio Morábito: Die langsame Wut, übersetzt zusammen mit Susanne Lange. Suhrkamp, Frankfurt am Main 1997 ISBN 3-518-12035-2
- Júlio Moreira: Requiem für einen Bösewicht, Freiburg 1997
- Octavio Paz: Lektüre und Kontemplation, Frankfurt am Main 1991
- Carmen Posadas: Kleine Infamien, Frankfurt am Main 2004
- Sergio Ramírez: Strafe Gottes, Zürich 2012
- Ana María del Río: Carmenoxid, Frankfurt am Main 1999
- Alberto Ruy Sánchez: Octavio Paz, Frankfurt am Main 1991
- Rolando Sánchez Mejías: Geschichten von Olmo, Frankfurt am Main 2003
- Severo Sarduy: Kolibri. St. Gallen [u. a.] 1991
- Ramón J. Sender: Requiem für einen spanischen Landmann, Zürich 2018 ISBN 978-3-257-07024-8
- Paco Ignacio Taibo: Comeback für einen Toten, Reinbek 1991
- Paco Ignacio Taibo: Der melancholische Detektiv, Reinbek 1992
- Mario Vargas Llosa: Tante Julia und der Schreibkünstler, Berlin 2011
- Mario Vargas Llosa: Ein diskreter Held, Suhrkamp, Berlin 2013
- Mario Vargas Llosa: Sonntag, Insel, Berlin 2016
- Mario Vargas Llosa: Die Enthüllung, Suhrkamp, Berlin 2016 ISBN 978-3-518-42560-2.
- Mario Vargas Llosa: Der Ruf der Horde. Eine intellektuelle Autobiografie. Suhrkamp, Berlin 2019, ISBN 978-3-518-42868-9.